# M. Ré-Dièze et Mlle Mi-Bémol
M. Ré-Dièze et Mlle Mi-Bémol est une nouvelle de Jules Verne, publiée dans Le Figaro illustré, no 45, 11e année (Noël 1893), puis reprise dans le recueil Hier et demain, sous une forme légèrement modifiée par Michel Verne en 1910.

## Histoire
A l'inverse des autres textes de Jules Verne publiés dans le Figaro illustré, Frritt-Flacc et Aventures de la Famille Raton, cette nouvelle est peu modifiée lors de sa reprise en volume, chez Hetzel, en 1910. Elle est illustrée pour sa version dans le Figaro illustré par Félicien de Myrbach.
Théophile Gautier fils, éditeur du Figaro illustré avait commandé cette nouvelle à Verne en décembre 1891 en lui rendant visite. Verne, devait la livrer pour mars 1892, mais, malade, prend du retard. Le 12 février 1893, il annonce avoir terminé le texte, mais effectue de nouvelles coupes en mars. Enfin, la nouvelle paraît pour la Noël 1893.

## Résumé
Joseph Muller, actuel maître de poste à Kalfermatt, se souvient de son enfance. Alors âgé de dix ans, il fait partie de la trentaine d'enfants qui suivent les cours à l'école du village. Cette bourgade se trouve « d'après ma Géographie, page 47, dans un des cantons catholiques de la Suisse, pas loin du lac de Constance, au pied des montagnes de l'Appenzel ». L'école est dirigée par M. Valrügis, obsédé par l'histoire de Guillaume Tell, avec l'aide de sa sœur, une vieille fille acariâtre. Si ces derniers dédaignent l'art de la musique, les enfants, tous doués d'une belle voix, se rattrapent grâce à l'organiste Eglisak, qui leur enseigne la valeur des notes, la composition de la gamme, etc. Eglisak est en train de composer une fugue, non encore achevée, mais la surdité le guette. Dès lors, l'orgue de l'église est privée de son musicien. Le curé du village décide de faire venir un autre organiste. Un jour, deux personnages curieux arrivent au village. Maître Effarane, musicien de génie, aux allures diaboliques, ainsi que son assistant...

## Personnages
- Joseph Muller, surnommé M. Ré-Dièze, le narrateur de 50 ans. Il n'a que 10 ans à l'époque du récit.
- Valrügis, maître d'école à Kalfermatt.
- Lisbeth Valrügis, sœur du précédent. Vieille fille austère, également institutrice, de compte à demi avec son frère.
- Betty Clère, surnommée Mlle Mi-Bémol. 10 ans à l'époque. Plus tard, épouse de Joseph Muller.
- Guillaume Muller, père de Joseph. Maître de poste à Kalfermatt.
- Marguerite Has, mère de Joseph. Épouse de Guillaume Muller.
- Jean Clère, père de Betty. Cabaretier à Kalfermatt.
- Jenny Rose, mère de Betty. Épouse de Jean Clère.
- Eglisak, organiste, directeur de la maîtrise de Kalfermatt dont tous les enfants font partie. Musicien de génie selon certains, il composait une fugue qui restera inachevée, à cause de sa surdité.
- Farina, petit Italien, membre de la manécanterie[6], « doué d'une jolie voix de haute-contre, et qui montait, montait... jusqu'au ciel ».
- Albert Hoct, petit Allemand « dont la voix descendait, descendait... jusqu'au fond de la terre »[7].
- Le curé de Kalfermatt. Très ennuyé par la défection d'Eglisak, il cherche vainement un nouvel organiste.
- Le souffleur d'orgue.
- Maître Effarane, d'origine hongroise, âgé de trente-cinq à quarante ans, accordeur et facteur d'orgues. Musicien de génie, il possède en lui, à la base de la nuque, le diapason naturel.
- L'aide de Maître Effarane, d'une trentaine d'années, une face de taureau têtu.

## Adaptations
L’Orgue fantastique est un téléfilm français réalisé par Jacques Trébouta et Robert Valey d’après M. Ré-Dièze et Mlle Mi-Bémol et diffusé en 1968.

## Éditions
- 1989 : Bulletin de la Société Jules-Verne no 92.
- 2000 : Maître Zacharius et autres récits, José Corti.
- 2000 : Contes et nouvelles de Jules Verne, Éditions Ouest-France.
- 2005 : M. Ré-Dièze et Mlle Mi-Bémol, Éditions de Saint Mont.
- 2020 : Jules Verne dans le Figaro illustré , éditions Paganel (version du Figaro illustré)